# Lijst van voetbalinterlands Antigua en Barbuda - Bahama's
Deze lijst van voetbalinterlands is een overzicht van alle officiële voetbalwedstrijden tussen de nationale teams van Antigua en Barbuda en de Bahama's. De landen speelden tot op heden drie keer tegen elkaar. De eerste ontmoeting, een kwalificatiewedstrijd voor de CONCACAF Nations League 2019/20, werd gespeeld in Nassau op 12 oktober 2018. Het laatste duel, een groepswedstrijd tijdens de CONCACAF Nations League 2023/24, vond plaats op 17 oktober 2023 in Piggotts.

## Wedstrijden
| № | Plaats   | Datum           | Competitie                                   | Wedstrijd                     | Uitslag |
| - | -------- | --------------- | -------------------------------------------- | ----------------------------- | ------- |
| 1 | Nassau   | 12 oktober 2018 | CONCACAF Nations League 2019/20 kwalificatie | Bahama's − Antigua en Barbuda | 0 − 6   |
| 2 | Nassau   | 14 oktober 2023 | CONCACAF Nations League 2023/24              | Bahama's − Antigua en Barbuda | 1 − 4   |
| 3 | Piggotts | 17 oktober 2023 | CONCACAF Nations League 2023/24              | Antigua en Barbuda − Bahama's | 2 − 2   |

## Samenvatting
| Competitie                           | Totaal gespeeld | Winst Antig. en Barb. | Gelijk | Winst Bahama's | Doelsaldo Antig. en Barb. – Bahama's |
| ------------------------------------ | --------------- | --------------------- | ------ | -------------- | ------------------------------------ |
| CONCACAF Nations League              | 2               | 1                     | 1      | 0              | 6 − 3                                |
| CONCACAF Nations League-kwalificatie | 1               | 1                     | 0      | 0              | 6 − 0                                |
| Totaal                               | 3               | 2                     | 1      | 0              | 12 − 3                               |

Wedstrijden bepaald door strafschoppen worden, in lijn met de FIFA, als een gelijkspel gerekend.
ABFA · A-internationals · Vrouwenelftal van Antigua en Barbuda
Amerikaanse Maagdeneilanden ·
Anguilla ·
Aruba ·
Bahama's ·
Barbados ·
Bermuda ·
Britse Maagdeneilanden ·
Cuba ·
Curaçao ·
Dominica ·
Dominicaanse Republiek ·
El Salvador ·
Estland ·
Grenada ·
Guatemala ·
Guyana ·
Haïti ·
Hongarije ·
Jamaica ·
Kaaimaneilanden ·
Montserrat ·
Nederlandse Antillen ·
Puerto Rico ·
Saint Kitts en Nevis ·
Saint Lucia ·
Saint Vincent en de Grenadines ·
Suriname ·
Trinidad en Tobago ·
Verenigde Staten
BFA · A-internationals · Bondscoaches · Statistieken · Bahamaans vrouwenelftal
1970 – 1979 ·
1980 – 1989 ·
1990 – 1999 ·
2000 – 2009 ·
2010 – 2019 ·
2020 − 2029
1970 · 
1971 · 
1972 · 
1973 · 
1974 · 
1975 · 
1976 · 
1977 · 
1978 · 
1979 · 
1980 · 
1981 · 
1982 · 
1983 · 
1984 · 
1985 · 
1986 · 
1987 · 
1988 · 
1989 · 
1990 · 
1991 · 
1992 · 
1993 · 
1994 · 
1995 · 
1996 · 
1997 · 
1998 · 
1999 · 
2000 · 
2001 · 
2002 · 
2003 · 
2004 · 
2005 · 
2006 · 
2007 · 
2008 · 
2009 · 
2010 · 
2011 · 
2012 · 
2013 ·
2014 · 
2015 ·
2016 ·
2017
2018 ·
2019 ·
2020 ·
2021 ·
2022 ·
2023 ·
2024
Amerikaanse Maagdeneilanden ·
Anguilla ·
Antigua en Barbuda ·
Barbados ·
Belize ·
Bermuda ·
Bonaire ·
Britse Maagdeneilanden ·
Cuba ·
Dominica ·
Dominicaanse Republiek ·
Guyana ·
Haïti ·
Jamaica ·
Kaaimaneilanden ·
Nederlandse Antillen ·
Nicaragua ·
Panama ·
Puerto Rico ·
Saint Kitts en Nevis ·
Saint Vincent en de Grenadines ·
Trinidad en Tobago ·
Turks- en Caicoseilanden ·
Venezuela